# Marco Masi
Marco Masi (* 2. April 1934 in Rom) ist ein italienischer Autor, Drehbuchautor und Filmregisseur.

## Leben
Masi war als Kleindarsteller in Filmen aktiv, bevor er 1961 erstmals als Drehbuch- und Vorlagenautor in Erscheinung trat; bis Beginn des folgenden Jahrzehntes skriptete er acht Genrefilme – vor allem Sandalenfilme und Italowestern. Zwischen 1965 und 1984 drehte er in großen Abständen auch fünf kaum aufgeführte und heute vergessene Filme als Regisseur, darunter den rätselhaften Il seme di Caino. Auch für das Fernsehen entstanden vier Arbeiten.
Neben seiner filmischen Tätigkeit schrieb Masi etwa 150 Heftromane – oft unter Pseudonymen wie Janno Slesna –, 25 Kriminalgeschichten und andere Arbeiten im belletristischen Bereich.

## Filmografie (Auswahl)
- 1961: Die Irrfahrten des Herkules (Goliath contro i giganti) (Treatment)
- 1971: Vamos a matar Sartana (Drehbuch)
- 1984: L'autuomo (regie, Drehbuch, Produktion, Schnitt)